# سامي بروكس (ممثل)
سامي بروكس (بالإنجليزية: Sammy Brooks)‏ هو ممثل أمريكي، ولد في 10 يوليو 1891 بنيويورك في الولايات المتحدة، وتوفي في 16 مايو 1951 بلوس أنجلوس في الولايات المتحدة.

## أعمال

### أفلام
- (1917) مقروص

## وصلات خارجية
- سامي بروكس على موقع IMDb (الإنجليزية)
- سامي بروكس على موقع أول موفي (الإنجليزية)
- سامي بروكس على موقع قاعدة بيانات الأفلام السويدية (السويدية)
- سامي بروكس على موقع قاعدة بيانات الفيلم (الإنجليزية)
- سامي بروكس على موقع كينوبويسك (الروسية)